# Obertraubling
Obertraubling je obec v německé spolkové zemi Bavorsko, v zemském okrese Řezno ve vládním obvodu Horní Falc.
V roce 2014 zde žilo 8 001 obyvatel.

## Poloha
Sousední obce jsou: Köfering, Mintraching, Neutraubling, Pentling, Řezno, Thalmassing